# RefWorks
RefWorks es un paquete de software de gestión de referencias comerciales basado en web . Es producido por Ex Libris, una empresa de ProQuest . RefWorks LLC se fundó en 2001 como una asociación entre Earl B. Beutler (desarrollo y servicio al cliente) y Cambridge Scientific Abstracts (ventas y marketing) desde 2002 hasta que fue adquirida por ProQuest en 2008.

## Funcionalidad y características
Las bases de datos de referencia de los usuarios se almacenan en línea, lo que permite acceder a ellas y actualizarlas desde cualquier computadora con conexión a Internet. Las licencias institucionales permiten a las universidades suscribirse a RefWorks en nombre de todos sus estudiantes, profesores y personal. También están disponibles licencias individuales. El software permite vincular desde la cuenta RefWorks de un usuario a ediciones electrónicas de revistas a las que está suscrita la biblioteca de la institución. Este enlace se logra incorporando el solucionador OpenURL de una institución.
Muchos proveedores de bases de datos bibliográficas han implementado la capacidad de exportar referencias directamente a RefWorks. En algunos casos (por ejemplo, PubMed ), las citas de referencia deben guardarse en el ordenador del usuario como archivos de texto y luego importarse a RefWorks. En 2005, la base de datos bibliográfica Scopus se asoció con RefWorks para permitir una mejor integración entre los dos productos.
Una utilidad de integración de procesador de textos llamada Write-N-Cite permite a los usuarios insertar códigos de referencia de sus cuentas de RefWorks en documentos de Microsoft Word, que luego pueden formatearse para producir citas en el texto y listas de referencias en varios estilos. A principios de 2012 se lanzó una nueva versión de Write-N-Cite (WNC4) para Mac.
En 2005, RefWorks introdujo un módulo llamado RefShare, que permite a los usuarios hacer públicas todas o parte de sus bases de datos RefWorks. Esto se hace creando una URL para una versión de solo lectura de la base de datos o carpeta, que puede enviarse por correo electrónico o publicarse en un sitio web. Las carpetas RefShare también se pueden utilizar para crear fuentes RSS que se actualizan cuando se agregan nuevas citas a la base de datos.
RefMobile, una interfaz para teléfonos móviles, se introdujo en 2009.
RefWorks incluye RefGrab-It, una utilidad diseñada para capturar información bibliográfica de sitios web. A fecha de 2009 se optimizó para funcionar con Amazon, Google Scholar, PubMed, Wikipedia, la BBC, USA TODAY, The New York Times y Los Angeles Times. La utilidad funciona únicamente con los navegadores Firefox e Internet Explorer.
RefWorks-COS lanzó la interfaz de usuario actual, RefWorks 2.0, en 2010.
En 2016, ProQuest lanzó el nuevo RefWorks, que presenta nuevas funciones, como la capacidad de arrastrar y soltar archivos PDF, y una utilidad Guardar en RefWorks como reemplazo de RefGrab-It. RefWorks 2.0 pasó a llamarse Legacy RefWorks y los usuarios tuvieron la opción de actualizar de Legacy a New RefWorks. Legacy RefWorks fue dado de baja en 2023.

## Acceso a la universidad canadiense
En 2004, el consorcio del Consejo de Bibliotecas Universitarias de Ontario (OCUL) otorgó la licencia a RefWorks en nombre de sus 20 instituciones miembros. El software RefWorks se montó en servidores de datos pertenecientes a Scholars Portal, que proporciona la plataforma para los recursos digitales con licencia de OCUL. Además del software, los datos de las cuentas de usuarios de RefWorks que pertenecen a instituciones miembros se alojan en los servidores del Scholars Portal de la Universidad de Toronto . Desde entonces, otras bibliotecas académicas canadienses que tienen licencia de RefWorks han contratado el acceso a través de Scholars Portal, de modo que sus datos también residen en los servidores de Toronto. Según informes de prensa, esto se debió a la preocupación de que la información sobre los intereses de investigación de los individuos, representados por los datos almacenados en los servidores de RefWorks en los Estados Unidos, pudiera ser vulnerable al escrutinio según los términos de la Ley Patriota de EE. UU.
A partir de mediados de 2015, OCUL ya no alojará RefWorks en sus servidores en Canadá. Algunas bibliotecas académicas optaron por migrar sus datos a los servidores de RefWorks ubicados fuera de Canadá, mientras que otras dejaron de suscribirse a RefWorks.